# Obrež, Središče ob Dravi
Obrež este o localitate din comuna Središče ob Dravi, Slovenia, cu o populație de 520 de locuitori.